# 油須原駅
油須原駅（ゆすばるえき）は、福岡県田川郡赤村大字赤にある平成筑豊鉄道田川線の駅である。駅番号はHC21。
筑豊地区でも山あいに位置し、九州最古の木造駅舎である。
大牟田市の産業廃棄物リサイクル業者「森商事」がネーミングライツを取得し、愛称付きの駅名が森商事 油須原駅（もりしょうじ ゆすばるえき）となっている。

## 歴史

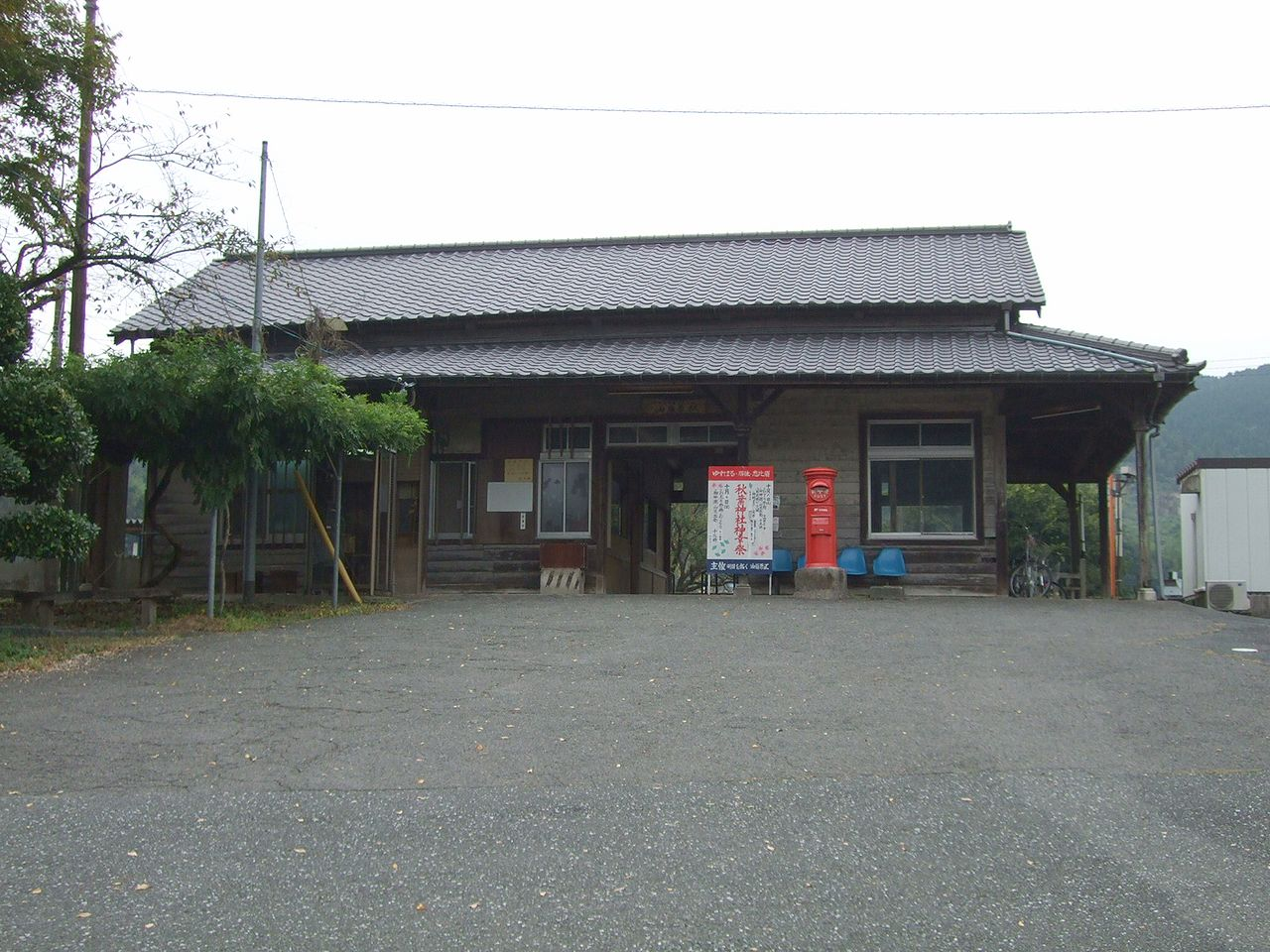
改修前の駅舎（2012年10月）

- 1895年（明治28年）8月15日：豊州鉄道の駅として開業[1]。
- 1901年（明治34年）9月3日：九州鉄道が豊州鉄道を合併。
- 1907年（明治40年）7月1日：九州鉄道が国有化[1]。帝国鉄道庁の駅となる。
- 1958年（昭和33年）1月1日：駅構内の拡張工事が完成。
- 1963年（昭和38年）2月1日：貨物扱い廃止[1]。
- 1984年（昭和59年）2月1日：駅員無配置駅となる[2][3]。
- 1987年（昭和62年）4月1日：国鉄分割民営化により九州旅客鉄道が承継[1]。
- 1989年（平成元年）10月1日：平成筑豊鉄道に転換[1]。

## 駅構造
相対式ホーム2面2線を有する地上駅。上下ホームは大きく離れた位置にあり、両ホーム間は構内踏切で連絡する。無人駅となっている。
田川伊田方面ホームに隣接して、開業時からの木造駅舎が設けられている。2022年2月頃に西日本工業大学・赤村の協力による産学官連携事業として駅舎が補修されるとともに窓が木枠のものに、照明が傘付き電球風のレトロ調のものに交換されるなど、開業当時をイメージした姿に改装された。

### のりば
| ホーム | 路線    | 方向 | 行先                     | 備考 |
| ------ | ------- | ---- | ------------------------ | ---- |
| 駅舎側 | ■田川線 | 下り | 田川伊田・金田・直方方面 |      |
| 反対側 | ■田川線 | 上り | 犀川・行橋方面           |      |

※案内上ののりば番号は割り当てられていない。

## 駅周辺
赤村内で唯一の国鉄時代からの駅であり、駅周辺は住宅が多く商店も点在している。
- 油須原郵便局
- 田川農業協同組合赤支所
- 通善寺
- 赤村特産物センター
- 田川警察署赤駐在所
- 金龍保育園
- 恵比寿神社
- 福岡県道34号行橋添田線

## 油須原線
かつて、日本国有鉄道（国鉄）日田彦山線豊前川崎駅から国鉄添田線（現・廃止）大任駅を経て当駅に至る国鉄油須原線の計画があったが、開通しないままに終わった。

## その他
- 東京タワー 〜オカンとボクと、時々、オトン〜のロケ撮影に使われた[6]。
- 野生のキジがしばしば飛来し、ホーム上などを歩いていることがある。

## 隣の駅
平成筑豊鉄道
■田川線
源じいの森駅 (HC22)  - 油須原駅(HC21)  - 赤駅 (HC20)